# British Empire Exhibition
De British Empire Exhibition was een soort van Wereldtentoonstelling die in het Wembley Park van de Britse hoofdstad Londen werd gehouden van 23 april tot 1 november 1924 en van 9 mei tot 31 oktober 1925. 
Hoewel er 56 landen vertegenwoordigd waren was er eigenlijk sprake van een koloniale tentoonstelling waar met veel pracht en praal de glorie van het Britse bestuur werd gevierd. Alle deelnemers waren onderdeel van het Britse Rijk en het Bureau International des Expositions heeft deze tentoonstelling dan ook niet achteraf als wereldtentoonstelling erkend.
Sir Edward Elgar had - als 'Master of the King's Musick', speciaal voor de gelegenheid de Empire March gecomponeerd.